# Punta Manquilef
Punta Manquilef (englisch Manquilef Head) ist eine Landspitze von Clarence Island im Archipel der Südlichen Shetlandinseln. Sie liegt im mittleren Abschnitt der Ostküste der Insel.
Chilenische Wissenschaftler benannten sie nach Julio Manquilef, einem Teilnehmer der 6. Chilenischen Antarktisexpedition (1951–1952). Das UK Antarctic Place-Names Committee übertrug diese Benennung 2018 ins Englische.